# Колорадо (річка)
Колора́до (англ. Colorado River, ісп. Rio Colorado, мовою індіанців мохаве 'Aha Kwahwat) — річка на південному заході США і північному заході Мексики. Завдовжки — 2334 км. Площа басейну становить 637 137 км².
Перші індіанці, які були мисливцями й збирачами і вели кочовий спосіб життя, оселились у басейні Колорадо щонайменше 8000 років тому. У період між 1000 і 2000 років тому населення басейну почало формувати великі осіло-землеробські цивілізації, деякі з яких пізніше стали одними з найбільш розвинених індіанських культур Північної Америки. Вважають, що зміна клімату, яка призвела до катастрофічних посух, і нераціональне використання землі призвели до занепаду окремих культур, тоді як інші етнічні групи продовжували проживати в регіоні й далі, а багато проживають і дотепер. Однак більшість індіанців, які населяють басейн річки сьогодні, походять від інших племен, що почали освоювати цей регіон близько тисячі років тому. Європейці вперше дістались басейну річки в XVI столітті, коли дослідники з Іспанії почали наносити цей регіон на мапу й проголошувати його своїм, а згодом він став частиною Мексики, після проголошення її незалежності 1821 року. Ранні стосунки європейців з корінним населенням обмежувалися головним чином торгівлею хутром у верхів'ях Колорадо, а також спорадичними торговими відносинами в нижній течії річки.
Навіть після того, як 1846 року більша частина басейну Колорадо увійшла до складу США, значна частина течії річки була абсолютно невивченою, а розташування її витоків і гирла часто ставало предметом міфів і спекуляцій. Річку досліджувало безліч експедицій. Однією з перших була експедиція Джона Веслі Пауелла, що пройшла через пороги Гранд-Каньйону в 1869 році. Вони зібрали цінну інформацію, яка пізніше дозволить облаштувати річку для судноплавства і водопостачання. Європейці почали заселяти басейн Колорадо у великих масштабах у середині XIX століття; поява судноплавства забезпечила транспортне сполучення вздовж річок Колорадо і Гіла, а також сприяла розвитку в регіоні торгівлі. Заселення верхньої частини басейну Колорадо пов'язане зі знайденими тут у 1860-х і 70-х роках великими запасами золота.
На межі XIX і XX століть у басейні річки Колорадо почалося масштабне будівництво гідротехнічних споруд. Багато керівництв були зібрані в серії міжнародних і внутрішніх договорів з розвитку Колорадо, відомій під назвою «Закон річки». Основною рушійною силою гідротехнічних та інженерних проектів був федеральний уряд США, хоча в них також брало участь багато державних і приватних компаній; більшу частину гребель побудовано між 1910 і 1970 роками, а ключову ланку цієї системи, Греблю Гувера, завершили 1935 року. На сьогодні Колорадо є однією з найбільш контрольованих річок в світі. Проте, зниження витрати води і надмірне використання водних ресурсів до середини XXI століття може привести до їх нестачі, поставивши під загрозу водопостачання та виробництво електроенергії.

## Географія
Бере початок у Скелястих горах штату Колорадо і тече переважно на південний захід через плато Колорадо і Великий каньйон, аж до водосховища Мід на кордоні Аризони і Невади, звідки різко повертає на південь і тече в цьому напрямку вже аж до свого гирла. Перетинаючи кордон з Мексикою, річка Колорадо утворює велику дельту, впадаючи в Каліфорнійську затоку Тихого океану між мексиканськими штатами Баха-Каліфорнія і Сонора. Колись це твердження було ще цілком справедливим. За останні 20 років річкова вода лише п'ять разів досягала Каліфорнійської затоки — під час дуже сильних паводків. Останній поцілунок річки й моря відбувся під час паводку 1998 року
.
Відома завдяки своїм глибоким каньйонам, є джерелом води для потреб сільського господарства і населення міст на великій території південного заходу країни. Течію річки та її приток контролюють безліч гребель, водосховищ і дериваційних каналів, які несуть воду як всередині басейну річки Колорадо, так і за його межі та забезпечують водою близько 40 млн осіб. Завдяки її великому похилу й витраті води річку активно використовують для виробництва електроенергії, а її головні дамби забезпечують електроенергією під час  пікових навантажень більшу частину Міжгірського Заходу. Починаючи з середини XX століття, надмірне використання води річок басейну для зрошення та інших потреб призвело до висихання 160 км нижньої течії річки, в результаті чого Колорадо від 1960-х років лише кілька разів досягнуло Каліфорнійського затоки в найбільш повноводних роках.

## Основні дані
Довжина річки Колорадо — бл. 2330 км, площа басейну — 629 100 км².
Річка бере початок у посушливих районах західних відрогів Скелястих гір у США. Гирло річки розташоване вже на території Мексики — впадає у Каліфорнійську затоку Тихого океану, утворюючи велику дельту (8 600 км²), однак через надмірні витрачання води на потреби сільського господарства річка не завжди доходить до океану.
Живлення — в горах за рахунок танення снігів, у подальшій течії — переважно дощове.
Витрати води коливаються від 570 м³/с у посушливу пору року до 28 000 м³/с під час сильних опадів. Після будівництва потужних гребль у низов'ї витрати води понад 2000 м³/с спостерігаються рідко. Середній рівень витрат води (з врахуванням сільгоспзаборів) — 620 м³/с.

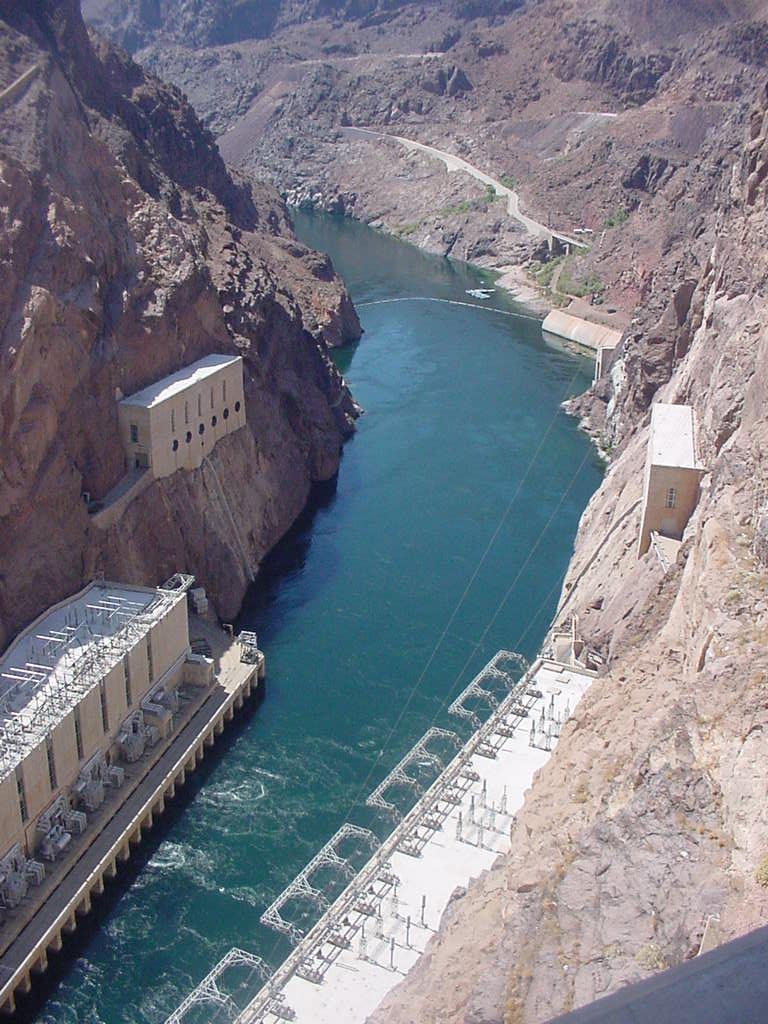
Річка в районі греблі Гувера

Основні притоки(від витоку до гирла)
- Іґл-Рівер

- Роарінґ-Форк-Рівер
- Ґаннісон
- Ґрін-Рівер
- Парія
- Літтл-Колорадо
- Вірджин-Рівер
- Гіла

На Колорадо споруджено низку ГЕС та водосховищ. Так, в 1907 році на річці Колорадо було зведено першу греблю задля підтримання рівня води і збереження колишнього русла, яка утворила водосховище Пауел. У 1933 році збудовано греблю Гувера, що утворила водосховище Мід.
У пониззі Колорадо судноплавна.
Внаслідок ерозії береги річки зрізані численними каньйонами, в тому числі і Великим, є доволі мальовничими, тому являють об'єкт постійного зацікавлення туристів.
Історія: першим з європейців, хто досяг річки був іспанський конкістадор Франсиско Васкес де Коронадо.

## Течія річки

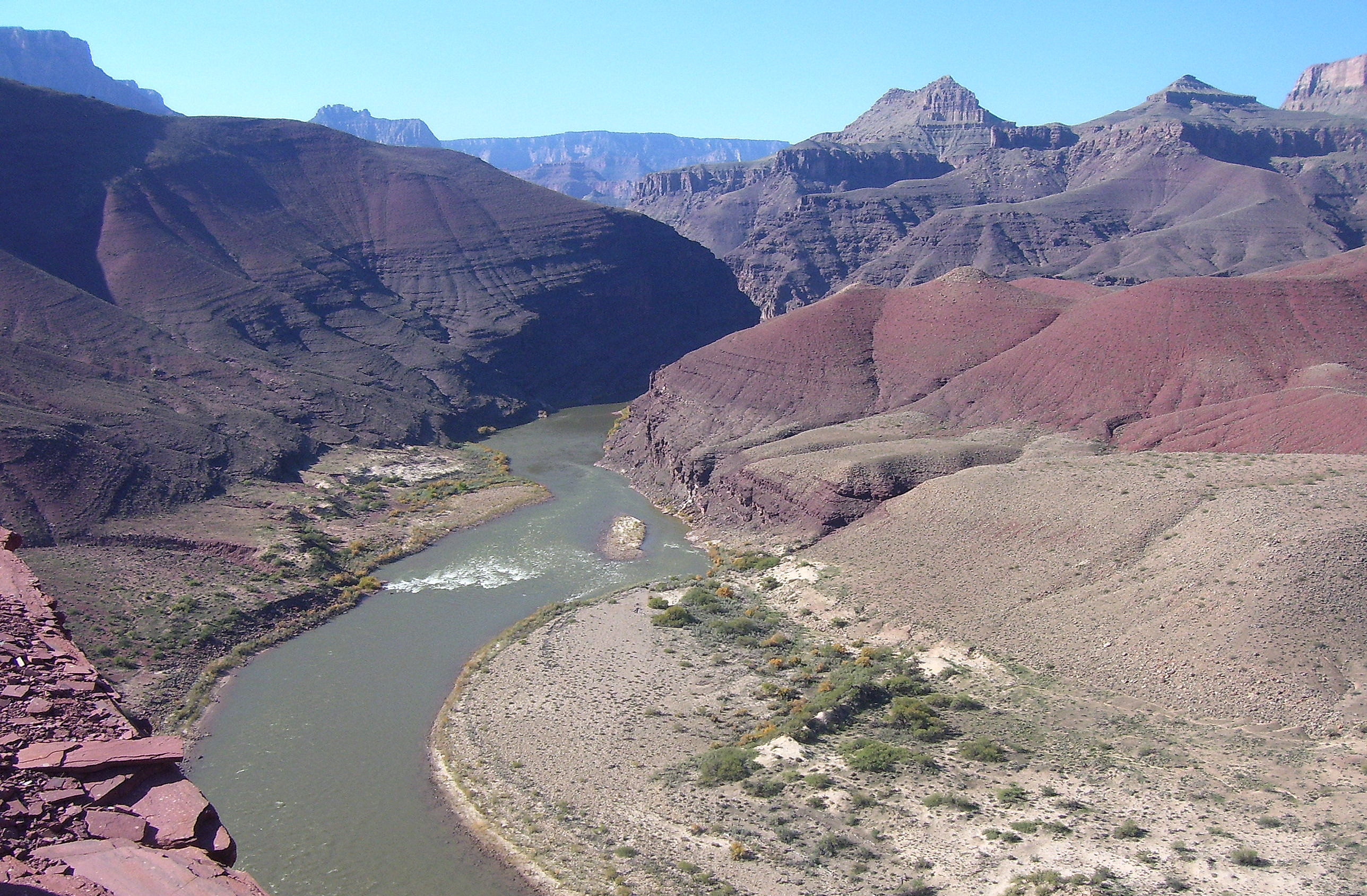
Річка Колорадо на території Скелястих гір

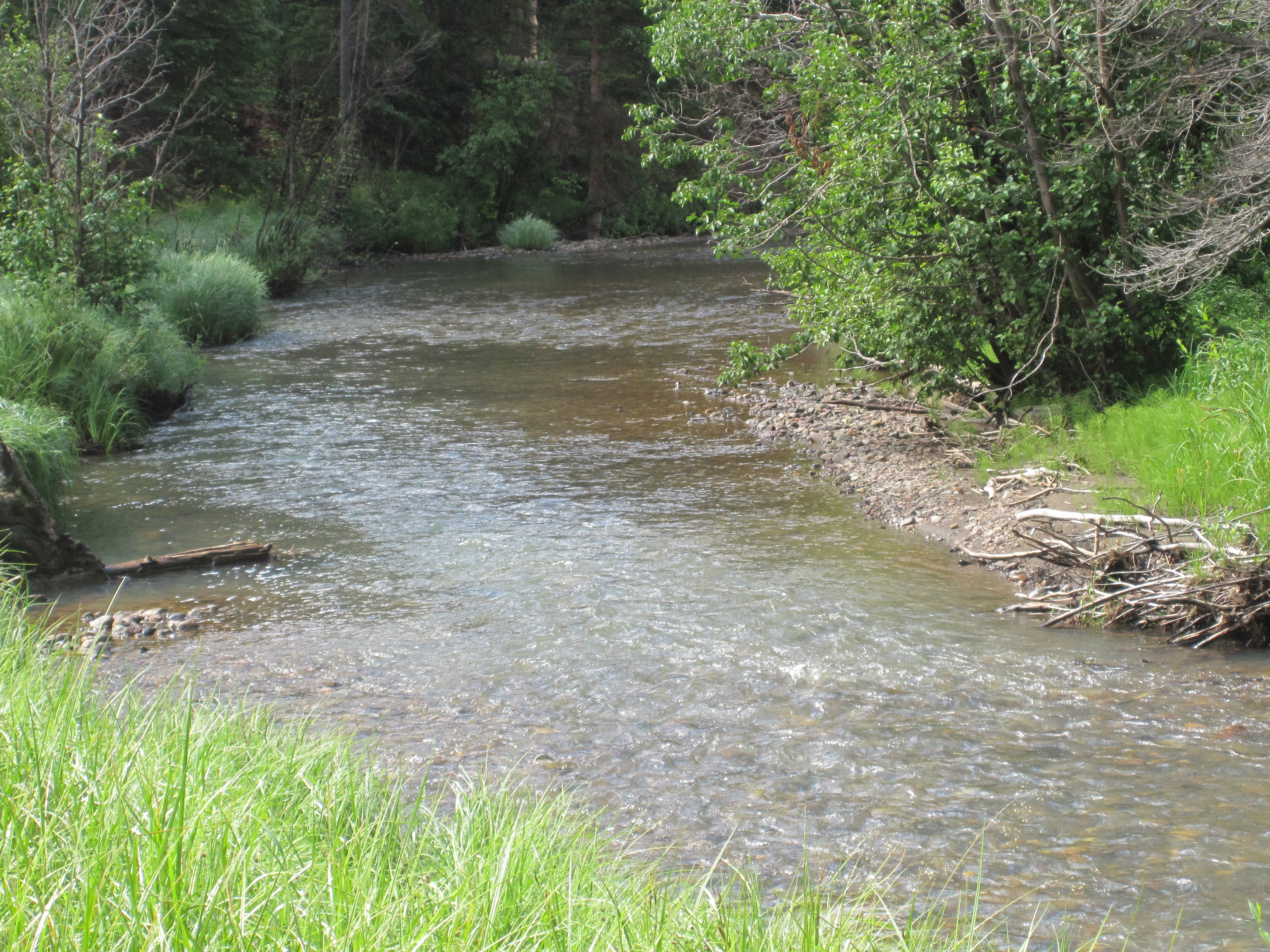
Річка Колорадо неподалік від свого витоку, Національний парк Рокі-Маунтін

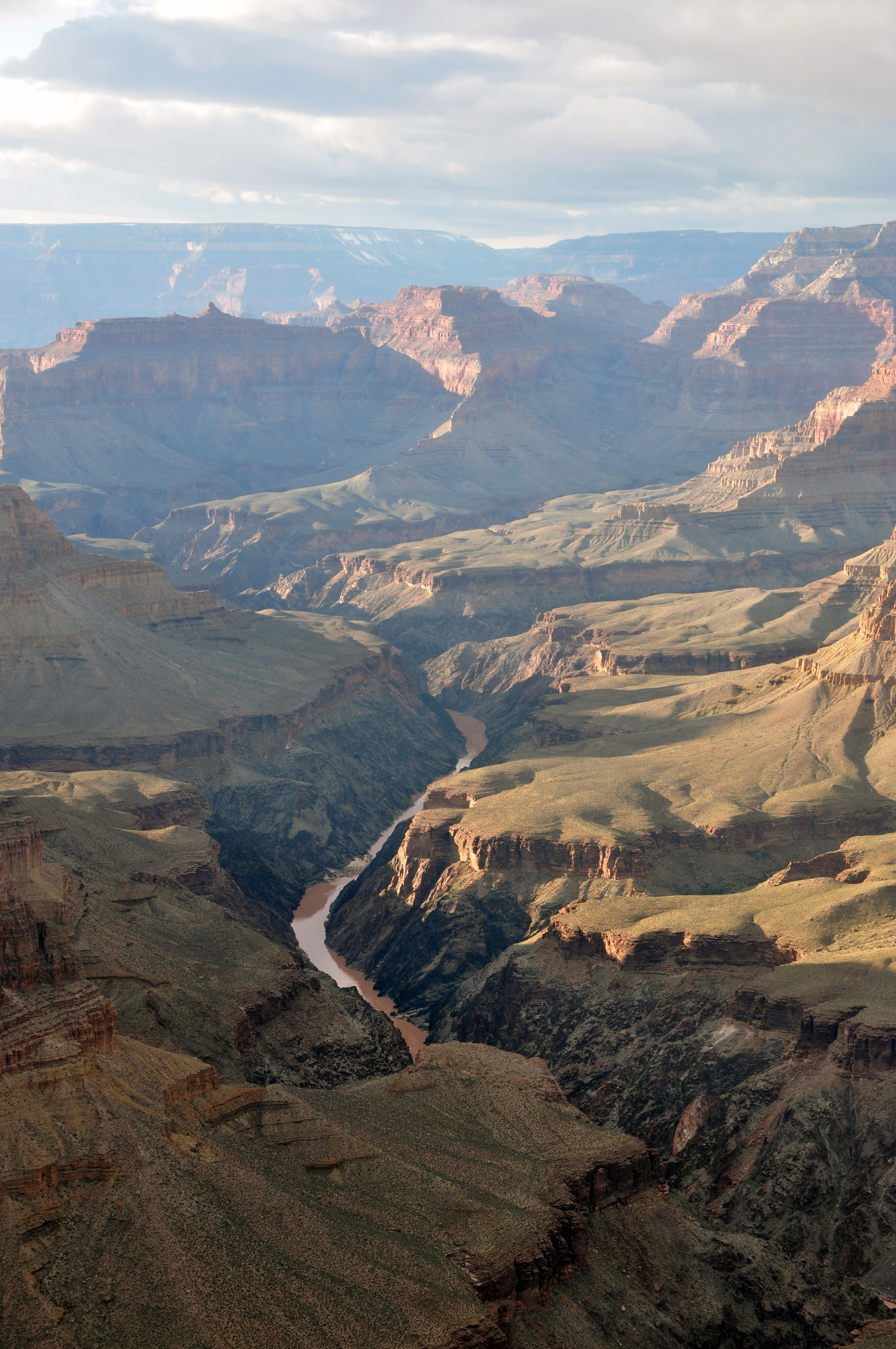
Річка Колорадо в районі Великого Каньйону, краєвид від Хермітс-Рест

Колорадо бере початок у районі перевалу Ла-Пудр, у південній частині Скелястих гір, на території штату Колорадо, приблизно за 97 км на північний схід від Денвера, на висоті 3104 м над рівнем моря. Річка спершу тече на південь, а потім, нижче озера Гранд, повертає на захід. Після проходження міста Кремлінген Колорадо утворює кілька вузьких каньйонів, включаючи Гор, Гленвуд і Де-Бек. Річка спускається на рівнину в місці впадання в неї притоки Ганнісон, перед тим, як утворити петлю в пустелі штату Юта, відхилившись на північний захід. Прорізаючи свій шлях через плато Колорадо річка утворює вздовж свого русла каньйон Катаракт, а також інші ущелини. У цьому ж місці Колорадо приймає велику північну притоку Грін-Рівер, що впадає в неї перед водосховищем Пауелл, яке завдячує своєю появою греблі Глен Каньйон, що лежить за 320 км нижче за течією, на північному кордоні штату Аризона.
На півночі Аризони річка проходить через місце, яке має назву Ліс-Феррі — офіційну точку поділу басейну Колорадо на нижній і верхній. Потім Колорадо тече в південному напрямку, після чого повертає на захід, де протікає через знаменитий Великий каньйон. Нижче водосховища Мід — найбільшого в США штучного водоймища, яке сформувала гребля Гувера, річка різко повертає на південь. Далі річка входить у нижню долину Колорадо, де вона спершу утворює частину кордону Аризони і Невади, а потім кордон Аризони і Каліфорнії. В цьому ж місці розташована гребля Імперіал, де значна частина води річки забирається на зрошення долини Імперіал у Каліфорнії. Нижче гирла річки Гіла Колорадо утворює невелику ділянку державного кордону США і Мексики, перш ніж текти вже повністю по території Мексики аж до свого гирла. Колорадо впадає в Каліфорнійську затоку Тихого океану за 121 км на південь від міста Юма, (штат Аризона).
Висота, з якої води витоків річки спускаються до океану, становить 3104 метри. Вище водосховища Мід, за винятком кількох ділянок, Колорадо являє собою швидку бурхливу річку, тоді як нижче греблі Гувера Колорадо є досить повільною річкою. У верхній течії річка зазвичай завширшки від 60 до 150 м, тоді як в нижній течії — від 150 до 300 м. Завглибшки в середньому від 3 до 9 м; хоча на деяких ділянках в нижній течії глибина становить лише 0,6-2,4 м, а в районі Великого каньйону сягає позначки 34 м.
| Рівень води, м. | Місцина                                           |
| 2750            | витік річки, (Скелясті гори)                      |
| 1850            | середина шляху до кордону штатів Колорадо-Юта     |
| 1300            | пограниччя штатів Колорадо-Юта                    |
| 1170            | середина шляху до кордону штатів Юта-Аризона      |
| 1130            | пограниччя штатів Юта-Аризона (Бухта Вахвіп)      |
| 900             | середина шляху до Великого каньйону (Райдр-Пойнт) |
| 850             | Великий каньйон північний край                    |
| 760             | Великий каньйон південний край                    |
| 365             | озеро Мід                                         |
| 183             | після греблі Гувера                               |
| 150             | пограниччя штатів Каліфорнія-Невада-Аризона       |
| 30              | пограниччя штатів Каліфорнія-Аризона і Мексики    |

## Витрата води і притоки

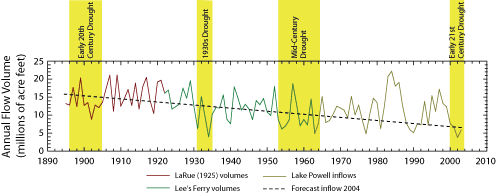
Річні витрати води в річці Колорадо біля Ліс Феррі від 1895 до 2004 року

| Витрата води річки Колорадо в Ліс-Феррі за місяцями | Витрата води річки Колорадо в Ліс-Феррі за місяцями | Витрата води річки Колорадо в Ліс-Феррі за місяцями | Витрата води річки Колорадо в Ліс-Феррі за місяцями | Витрата води річки Колорадо в Ліс-Феррі за місяцями | Витрата води річки Колорадо в Ліс-Феррі за місяцями | Витрата води річки Колорадо в Ліс-Феррі за місяцями | Витрата води річки Колорадо в Ліс-Феррі за місяцями | Витрата води річки Колорадо в Ліс-Феррі за місяцями | Витрата води річки Колорадо в Ліс-Феррі за місяцями | Витрата води річки Колорадо в Ліс-Феррі за місяцями | Витрата води річки Колорадо в Ліс-Феррі за місяцями | Витрата води річки Колорадо в Ліс-Феррі за місяцями | Витрата води річки Колорадо в Ліс-Феррі за місяцями |
| Місяці                                              | Місяці                                              | Січ                                                 | Лют                                                 | Бер                                                 | Кві                                                 | Тра                                                 | Чер                                                 | Лип                                                 | Сер                                                 | Вер                                                 | Жов                                                 | Лис                                                 | Гру                                                 |
| --------------------------------------------------- | --------------------------------------------------- | --------------------------------------------------- | --------------------------------------------------- | --------------------------------------------------- | --------------------------------------------------- | --------------------------------------------------- | --------------------------------------------------- | --------------------------------------------------- | --------------------------------------------------- | --------------------------------------------------- | --------------------------------------------------- | --------------------------------------------------- | --------------------------------------------------- |
| Витрата води                                        | фути³/с                                             | 9650                                                | 9740                                                | 10 500                                              | 16 000                                              | 28 000                                              | 32 800                                              | 18 300                                              | 13 200                                              | 10 900                                              | 9530                                                | 9620                                                | 9440                                                |
| Витрата води                                        | м³/с                                                | 273,3                                               | 275,8                                               | 297,3                                               | 453,1                                               | 792,9                                               | 928,8                                               | 518,2                                               | 373,8                                               | 308,7                                               | 269,9                                               | 272,4                                               | 267,3                                               |

До початку будівництва на річці гідротехнічних споруд Колорадо щорічно виносила в Каліфорнійську затоку близько 18,63 км³ води, що відповідає середній витраті 610 м³/с. Водночас, режим річки був вкрай непостійний. Максимальна витрата води за увесь час спостережень, яку зафіксовано 1884 року, становила 10 900 м³/с, а мінімальна 1935 року — 11,9 м³/с (обидва рекорди зафіксовано на території Топок (штат Аризона)). Для порівняння, нині витрата води Колорадо на території більшої частини Невади, Аризони і Каліфорнії рідко перевищує 990 м³/с або падає нижче 110 м³/с. Сучасний річний обсяг стоку змінюється від 27,38 км³ в 1984 році до 4,69 км³ в 2002 році, що відповідає середній витраті води від 870 до 150 м³/с.
Від 85 до 90 % витрати води Колорадо обумовлені таненням снігів у Скелястих горах. Решта 10-15 % обумовлені іншими джерелами, головним чином підземними водами й літніми мусонними штормами. Останні нерідко призводять до сильних, але невеликих за площею території, повеней на нижніх притоках річки, проте не роблять значний внесок у стік Колорадо. Витрата води в гирлі річки неухильно знижується від початку XX століття, і у більшість сезонів після 1960 року Колорадо зовсім на досягала Каліфорнійського затоки. Витрати на зрошення, випаровування з поверхні водосховищ, а також, можливо, і зміна клімату сприяють зниженню стоку, в майбутньому загрожуючи водопостачанню. Наприклад, річка Гіла, колись одна з найбільших приток Колорадо, сьогодні зазвичай являє собою лише тонку цівку води, що зумовлено використанням її води для потреб ферм і населених пунктів у центральній Аризоні. Середня витрата води Колорадо в найбільш північній точці кордону США і Мексики, нижче таких споруд як Американський канал і Акведук річки Колорадо, становить лише близько 58 м³/с, що відповідає річному стоку 1,84 км³, тобто менш як 1/10 від природного стоку. 1984 року через рекордну кількість опадів та інтенсивне танення снігів витрата води в цій точці становила 647 м³/с, а річний стік — 20,35 км³. Геологічна служба США має 46 гідрологічних постів уздовж річки Колорадо, починаючи від озера Гранд у верхів'ях річки, закінчуючи кордоном між США і Мексикою.
Колорадо приймає понад 25 значних приток, з яких Грін-Рівер є найбільшою як за довжиною, так і за витратою води. Річка Гіла є другою притокою за довжиною й найбільшою за площею басейну, проте, навіть ще до будівництва гребель її витрата води становила менше як третину від витрати води в річці Грін-Рівер, через більш посушливий клімат, і була меншою, ніж у річок Ганнісон і Сан-Хуан, які беруть свою воду від танення снігів у Скелястих горах.
| Найдовші притоки Колорадо | Найдовші притоки Колорадо | Найдовші притоки Колорадо | Найдовші притоки Колорадо | Найдовші притоки Колорадо | Найдовші притоки Колорадо | Найдовші притоки Колорадо |
| Назва                     | Довжина                   | Довжина                   | Площа басейну             | Площа басейну             | Витрата води              | Витрата води              |
|                           | милі                      | км                        | милі2                     | км2                       | фути³/с                   | м³/с                      |
| ------------------------- | ------------------------- | ------------------------- | ------------------------- | ------------------------- | ------------------------- | ------------------------- |
| Грін-Рівер                | 730                       | 1170                      | 48,100                    | 125,000                   | 6048                      | 171,3                     |
| Гіла                      | 649                       | 1044                      | 58,200                    | 151,000                   | 247                       | 7,0                       |
| Сан-Хуан                  | 383                       | 616                       | 24,600                    | 64,000                    | 2192                      | 62,1                      |
| Літл-Колорадо             | 356                       | 573                       | 26,500                    | 69,000                    | 424                       | 12,0                      |
| Долорес                   | 229                       | 369                       | 4574                      | 11,850                    | 633                       | 17,9                      |
| Ганнісон                  | 164                       | 264                       | 7930                      | 20,500                    | 2570                      | 73                        |
| Вірджин                   | 162                       | 261                       | 13,020                    | 33,700                    | 239                       | 6,8                       |

## Басейн

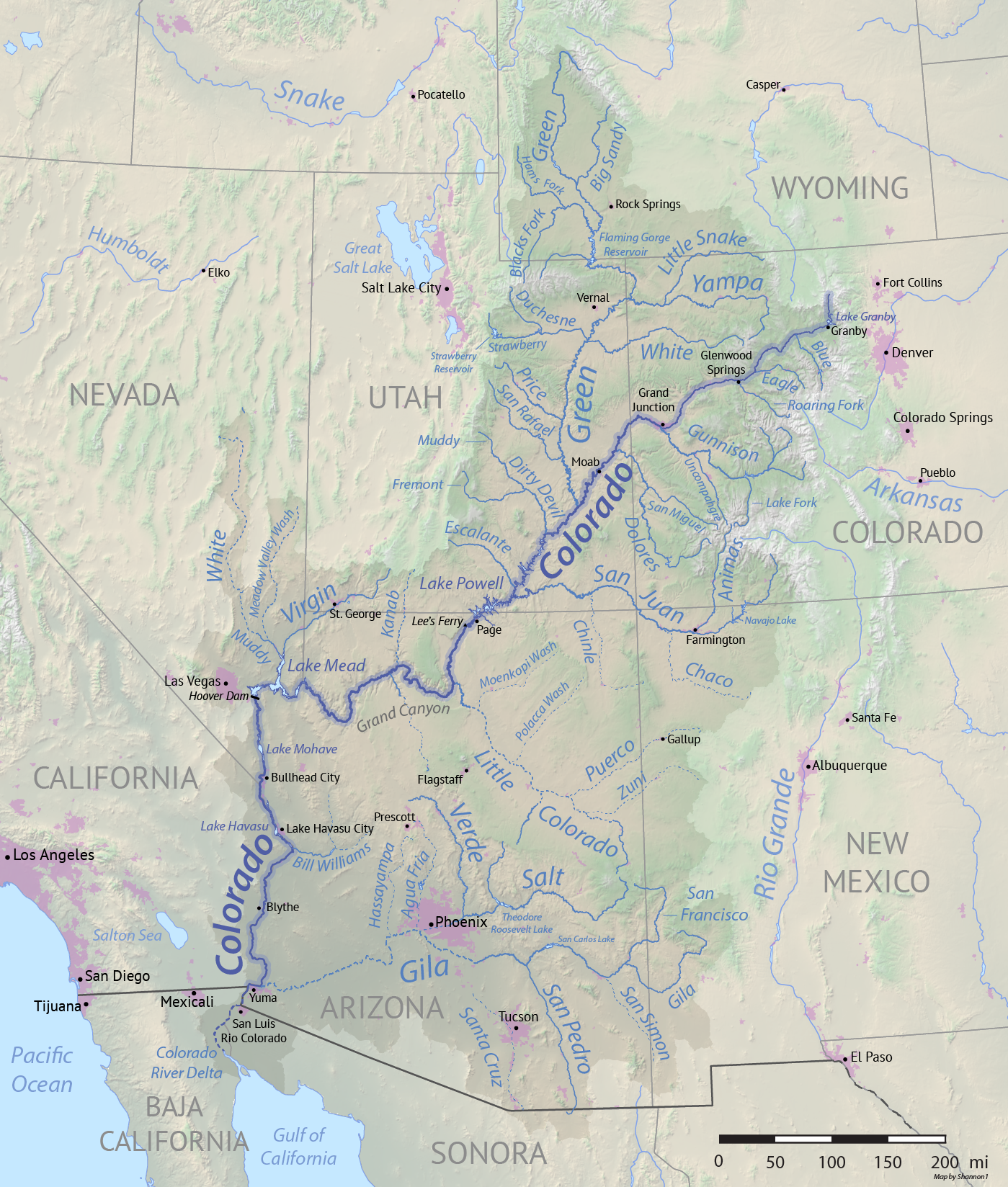
Схема басейну річки Колорадо

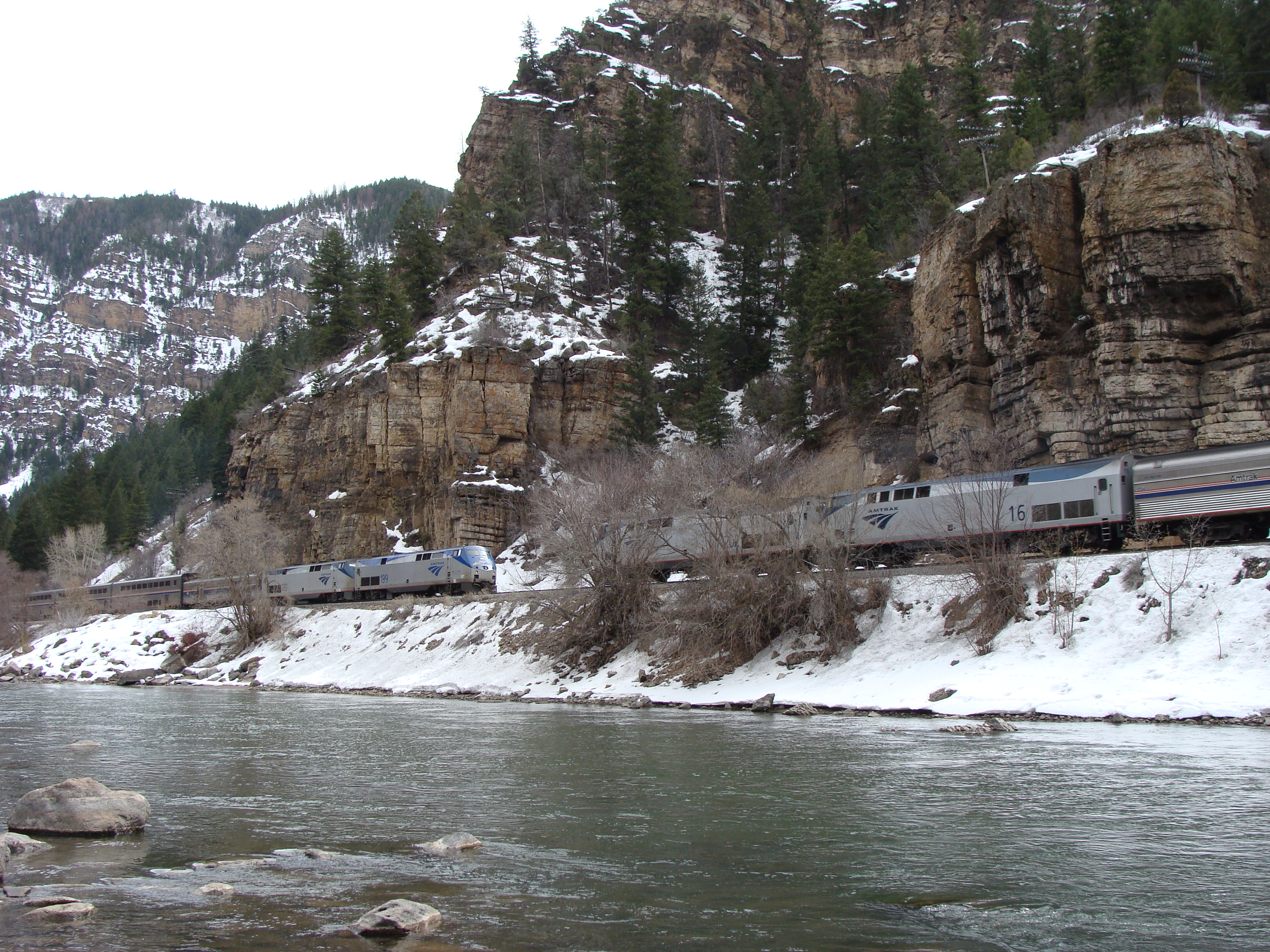
Колорадо в каньйоні Гленвуд

Басейн річки Колорадо охоплює територію площею 640 000 км в південно-західній частині північноамериканського континенту і посідає за цим показником сьоме місце серед басейнів Північної Америки. Близько 618 000 км² або 97 % площі басейну перебуває на території США. Водозбір охоплює частини американських штатів Аризона, Каліфорнія, Колорадо, Нью-Мексико, Невада, Юта і Вайомінг, а також частини двох мексиканських штатів — Баха-Каліфорнія і Сонора. Велика частина басейну являє собою посушливі пустельні райони Сонори, Мохаве і широкого плато Колорадо. Значні лісові масиви є в Скелястих горах, а також на таких плато як: Кайбаб, Акваріус і Маркагунт. Висота території басейну змінюється від рівня моря в гирлі річки до 4365 м на вершині Анкомпагре в штаті Колорадо, із середньою висотою близько 1700 м над рівнем моря.
Клімат в різних районах басейну досить різноманітний. Екстремальні температури змінюються від 49 °С в пустельних районах до -46 °C взимку в Скелястих горах. Середній річний рівень опадів становить 170 мм і змінюється від більш 1000 мм в деяких районах Скелястих гір до 15 мм в мексиканській частині басейну. Верхня частина басейну дістає опади переважно взимку і рано навесні, тоді як нижня частина — під час потужних але нечастих літніх ураганів, принесених Північноамериканським мусоном.
Станом на 2010 рік у басейні річки проживало близько 12,7 млн осіб. Найбільшими міськими територіями басейну є Фінікс (Аризона) і Лас-Вегас (Невада). Досить велика щільність населення характерна також для нижньої течії Колорадо, нижче греблі Девіс. Для території басейну Колорадо характерний один із найвищих приростів населення в США. В одній лише Неваді від 1990 до 2000 року населення зросло на 66 %, а в Аризоні за той самий період — на 40 %.
Басейн Колорадо межує з багатьма іншими водозборами Північної Америки. Континентальний американський вододіл становить більшу частину східного кордону басейну, відокремлюючи його від водозборів річок Єлловстоун і Платт на північному сході і від витоків річки Арканзас на сході. Всі ці річки належать до системи Міссісіпі. Далі, на південь, басейн Колорадо межує з водозбором річки Ріо-Гранде, яка подібно до Міссісіпі несе свої води в Мексиканську затоку. Крім того, басейн Колорадо має кордон з кількома невеликими безстічними областями в північно-західній Мексиці і на крайньому півдні Аризони.
На невеликій ділянці в районі хребта Вінд-Рівер, у західному Вайомінгу, басейн Колорадо межує з водозбором річки Снейк, притоки Колумбії. Далі, на північний захід від цієї ділянки, басейн Колорадо обмежує велику безстічну область, відому під назвою Великий Басейн, що межує з водозборами Великого Солоного озера і річки Севір у центральній Юті, а також з кількома іншими водозборами в південній Юті та Неваді. На заході, в Каліфорнії, басейн Колорадо межує з багатьма невеликими водозборами, найбільший з яких — басейн Солтон-Сі. На півдні басейн межує з водозборами річок Сонойта, Консепсьйон і Юкі; всі вони впадають у Каліфорнійську затоку.

## Геологія

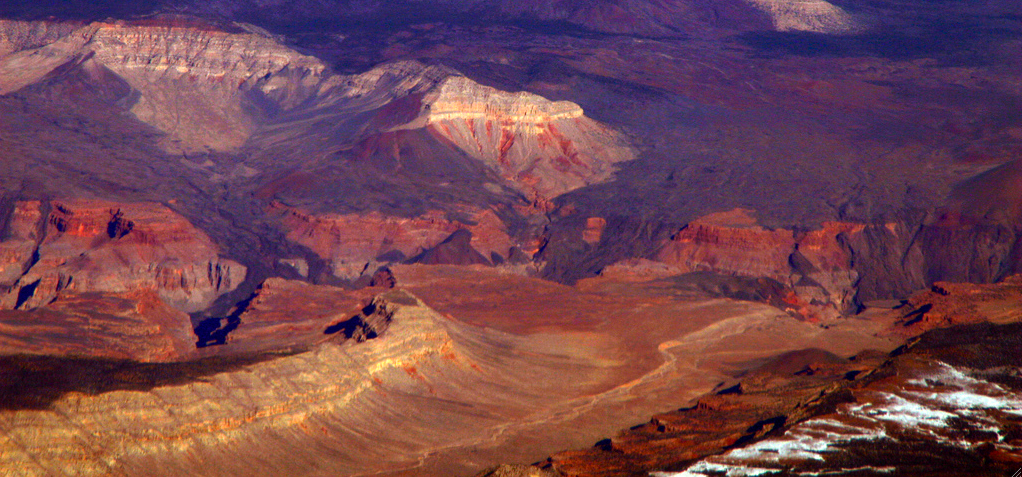
Потоки базальтової лави спускались до Гранд-Каньйону, перегороджуючи річку Колорадо більш як 10 раз за останні 2 млн років

Під час крейдового періоду, близько 100 мільйонів років тому, велика частина сучасного заходу Північної Америки все ще була частиною Тихого океану. В результаті зіткнення плити Фараллон і Північноамериканської плити, у період 50-75 млн років тому, внаслідок процесів, відомих як Ларамійський орогенез, піднялися скелясті гори. Спочатку Колорадо протікала в західному напрямку. Внаслідок підняття території, Грін-Рівер відхилилася від своєї початкової течії до Міссісіпі й повернула на захід, несучи свої води в річку Колорадо. Близько 20-30 млн років тому, вулканічна діяльність, пов'язана з горотворенням, привела до появи таких утворень як гори Чирікауа в південно-східній Аризоні, а також до накопичення в районі басейну великої кількості вулканічних уламків і вулканічного попелу. Плато Колорадо почало підніматися в еоцені, однак досягло своєї сучасної висоти лише близько 5 млн років тому. Приблизно тоді ж річка Колорадо набула своєї сучасної течії в Каліфорнійську затоку.
Процеси, внаслідок яких Колорадо набула своєї нинішньої течії, точно не визначені. До того, як 5-15 млн років тому в результаті розломних процесів уздовж кордону Північно-Американської та Тихоокеанської плит утворилась Каліфорнійська затока, річка Колорадо текла на захід і впадала в Тихий океан, приблизно в районі затоки Монтерей, в центральній Каліфорнії, сформувавши при цьому підводний каньйон Монтерей. Підняття гір Сьєрра-Невада почалося близько 4,5 млн років тому і зміщувало Колорадо на південь, в район Каліфорнійського затоки. Плато Колорадо піднімалося 2,5-5 млн років тому; тоді річка все ще текла початковим руслом, починаючи формувати Гранд-Каньйон. Початкова течія річки відіграла важливу роль у формуванні інших географічних об'єктів басейну.

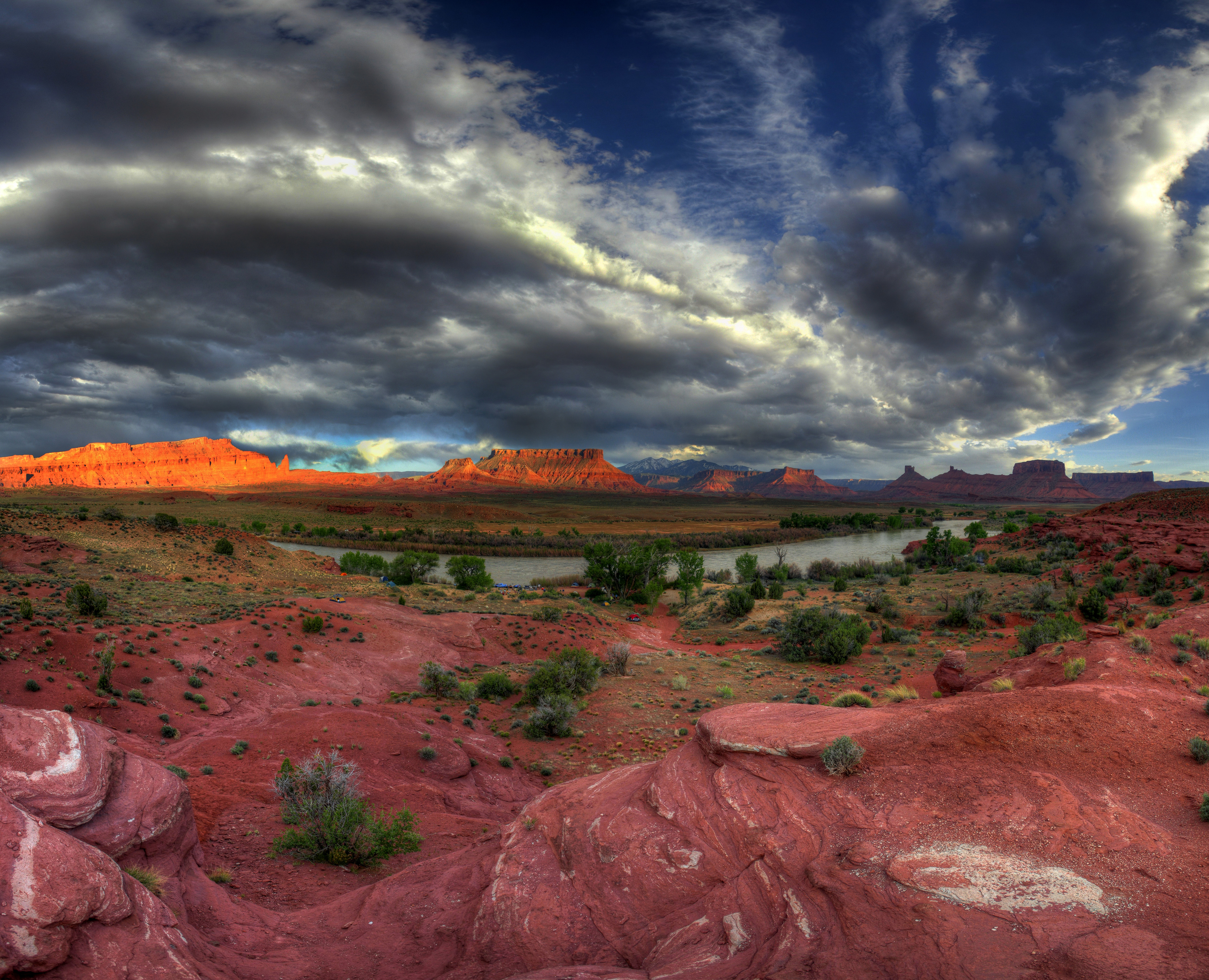
Колорадо вище за течією від міста Моаб, штат Юта

Матеріал, який річка принесла з плато, сформував велику дельту, відділивши північну частину затоки від океану приблизно 1 млн років тому. Відрізана від океану частина зрештою випарувалася й утворила місцевість відому як Солтон-Сінк, висота якої становить 79 м нижче рівня моря. Проте, відтоді річка змінювала свою течію в районі Солтон-Сінк принаймні тричі, перетворюючи цю місцевість на велике озеро  Кауілья, яке при максимальному розливі досягало сучасного міста Індіо (Каліфорнія). Після чергової зміни течії, коли Колорадо знову стала впадати в затоку, озеро висохло. Утворення сучасного озера Солтон-Сі можна пов'язувати з подібною, пізнішою зміною русла річки.
Між 1,8 млн і 10 тис. років тому значні потоки базальтової лави сформували в північній Аризоні вулканічне плато Айнкарет, перегородивши річку Колорадо в районі Гранд-Каньйону. Утворилися щонайменше 13 лавових гребель, найбільша з яких, 700 м заввишки, перегородила річку приблизно за 800 км від сучасного міста Моаб (Юта). Відсутність відкладень матеріалу на цьому сегменті річки свідчить про те, що більшість таких гребель не проіснувала і кількох десятиліть, перш ніж бути змитими водою річки. Розмив лавових гребель викликав найбільші на континенті повені, масштаб яких може зрівнятися хіба що з повенями, викликаними проривом стародавнього льодовикового озера Міссула на північному заході сучасних США. Картування осадового матеріалу повеней показує, що гребені хвиль досягали в районі Великого каньйону висоти 210 м, а піковий потік досягав витрати 500 000 м³/с.

## Історія

### Корінне населення

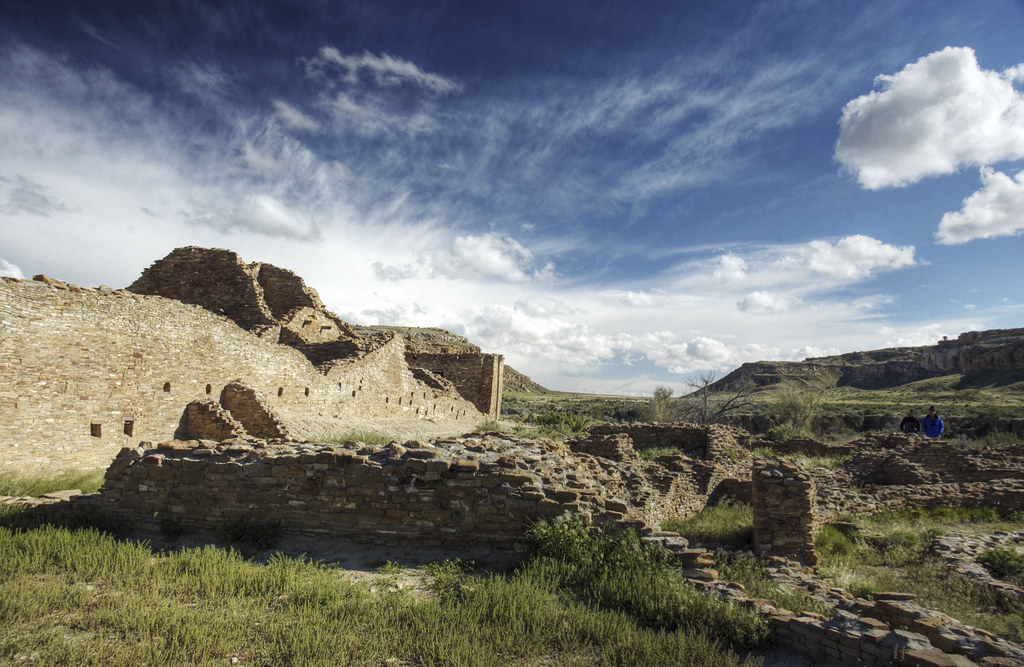
Такі поселення в скелях корінне населення будувало в басейні Колорадо близько 700—2000 років тому

Перші люди басейну Колорадо належали до палеоіндіанських культур Кловіс і Фолсом, які прийшли на плато Колорадо близько 12 000 років тому. Проте, населення регіону було досить незначним аж до піднесення пустельної архаїчної культури, яка становила більшу частину населення басейну від 8 до 2 тис. років тому. Представники цієї культури вели переважно кочовий спосіб життя, займалися збиранням і полюванням на невеликих тварин. Іншою значною групою населення була фремонтська культура, представники якої населяли плато Колорадо між 2000 і 700 років тому. Фремонтці були, ймовірно, найпершими людьми в басейні Колорадо, які культивували деякі рослини, будували будинки, використовуючи цегляну кладку, а також залишили після себе велику кількість наскельних малюнків і петрогліфів, багато з яких збереглися до наших днів.
На початку нашої ери населення басейну річки Колорадо почало формувати суспільства, економіка яких ґрунтувалася на сільському господарстві. Деякі з них у наступні століття виросли в добре організовані цивілізації, що налічували десятки тисяч людей. Цивілізація анасазі, яка проживала в районі Чотирьох кутів, була наслідувачкою Пустельної архаїчної культури. Анасазі переважали в басейні річки Сан-Хуан, з центром їх цивілізації у каньйоні Чако, у північному Нью-Мексико. У каньйоні і прилеглих територіях вони побудували понад 150 багатоповерхових споруд-поселень, відомих як «великі будинки», найбільший з яких, Пуебло-Боніто, містить більше як 600 кімнат. Представники цивілізації хохокам були нащадками тольтеків, які емігрували в долину річки Гіла з центральної Мексики близько 1 століття н. е. Між 600 і 700 роками вони починають використовувати зрошення у великих масштабах. Розгалужена система іригаційних каналів на річках Гіла і Солт мала за різними оцінками довжину від 290 до 480 км і могла використовуватися для зрошення території площею від 10 до 100 тисяч гектарів. Обидві цивілізації мали на піку свого розвитку значне населення; чисельність анасазі становила від 6 до 15 тис. осіб, а чисельність хохокам — от 30 до 200 тис. осіб.
Велика посуха на початку XVI ст. н. е. стала серйозним ударом по цивілізаціям басейну річки Колорадо, багато з яких занепали. Деякі анасазі емігрували в долину річки Ріо-Гранде в центральній частині Нью-Мексико і південній частині Колорадо, ставши предками таких народів як хопі, зуні, лагуна і акома. Багато з племен, які згодом проживатимуть на цих землях під час контактів з європейцями, були нащадками древніх цивілізацій асаназі і хохокам, тоді як інші вже мали довгу історію проживання в цьому регіоні або міграції з довколишніх територій. Індіанці навахо, що належали до групи носіїв атабаскських мов, прийшли в басейн Колорадо з півночі, близько 1025 року н. е. Незабаром вони стали переважати на цих землях; їх територія охоплювала частини сучасних Аризони, Нью-Мексико, Юти і Колорадо — традиційної території проживання анасазі.

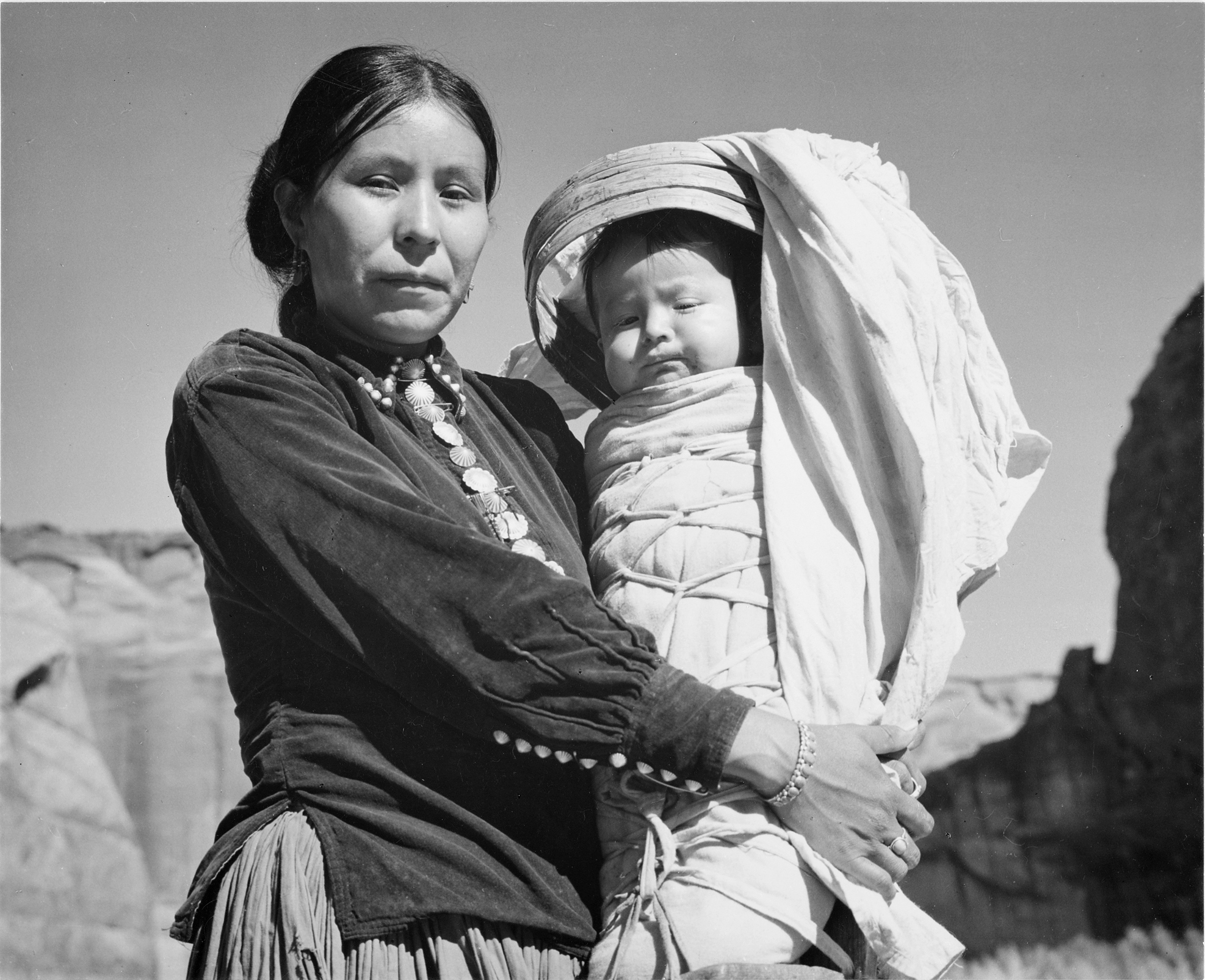
Жінка з дитиною з племені навахо, фото Анселя Адамса, 1944 рік

Індіанці Мохаве населили заплаву річки Колорадо нижче Блек-Каньйон починаючи з XIII століття. Вони займалися рибальством і сільським господарством, використовуючи щорічні розливи річки, а також для зрошення своїх полів. Юти населяли північну частину басейну річки починаючи з перших років нашої ери, однак вони не були плем'ям, що переважало у районі Чотирьох кутів, до XVI століття. Крім того, уздовж річки Колорадо і її приток проживали такі народи як апачі, Марікопа, піма, хавасупаі, валапай та багато інших.
Перші контакти з європейцями докорінно змінили життя індіанців. Іспанці познайомили навахо з вівцями і козами. У середині XVI століття Юти отримали від іспанців коней, поширивши їх серед інших народів басейну річки Колорадо. Коней стали широко використовувати для полювання і подолання значних відстаней. Найбільш войовничі племена, такі як Юти і навахо, стали часто використовувати коней і у військових цілях, що було їхньою перевагою перед племенами, які повільно переймали коней, наприклад гошутами і південними паюти.
Поступове просування європейських і американських дослідників та поселенців на територію регіону призводило до конфліктів, які змушували корінне населення цих місць залишати свої традиційні місця проживання. Після придбання цих земель у Мексики під час Американо-мексиканської війни 1846 року збройні сили США під командуванням Кіта Карсона стали наступати на землі навахо після безуспішних спроб обмежити їхню територію, в ході подій, відомих нині як Довга прогулянка навахо (Long Walk of the Navajo), полонених погнали з Аризони у Форт-Саммер, Нью-Мексико; багато з них загинули в дорозі, не витримавши труднощів шляху. Через 4 роки навахо підписали договір про встановлення резервації на Чотирьох кутах, відомої сьогодні як Нація навахо — найбільшої резервації індіанців США.
Мохаве були вигнані зі своєї території після серії дрібних сутичок, нападів на каравани возів в 1850-х роках і кульмінаційної битви з американськими військами в 1859 році, яка вирішила долю війни Мохаве. 1870 року Мохаве були переселені до резервації Форт-Мохаве, а частина з них — до резервації річки Колорадо, спочатку створеної для Мохаве і Чемеуеві в 1865. На територію останньої в 1940-х роках були також переселені деякі хопі і навахо, і ці чотири племені тепер складають там єдину геополітичну спільність — «Індійські Племена Річки Колорадо» (англ. Colorado River Indian Tribes).

## Гідротехнічні споруди
Близько 36-40 млн осіб залежать від води річки Колорадо, яку вони використовують як для сільськогосподарських, так і для побутових потреб. Колорадо є однією з найбільш контрольованих річок в світі. Понад 29 великих гребель і сотні миль каналів постачають питною водою міста, забезпечують зрошення близько 16 000 км² полів і виробляють понад 12 млрд кВт·год електроенергії на рік.
1890 року побудовано перший дериваційний канал в рамках проекту Гранд-Діч, який відводив воду з гірського хребта Невер-Саммер в верхів'ях річки Колорадо до населеного міського коридору Форнт-Рендж. Будівництво каналу здійснювали головним чином мексиканські та японські робітники. Він був інженерним дивом свого часу, щорічно відводячи близько 0,0218 км³ води через вододіл. Будівництво каналу було настільки актуальним з огляду на те, що 75 % опадів у цих місцях випадає на захід від Скелястих гір, тоді як 80 % населення проживає на схід від них. На кінець XIX століття також передбачали здійснення проекту Колорадо-Біг Томпсон, однак його розпочали лише в 1930-х роках. На сьогодні проект дозволяє збільшити об'єм води, що проходить через вододіл, більш ніж в 11 разів.

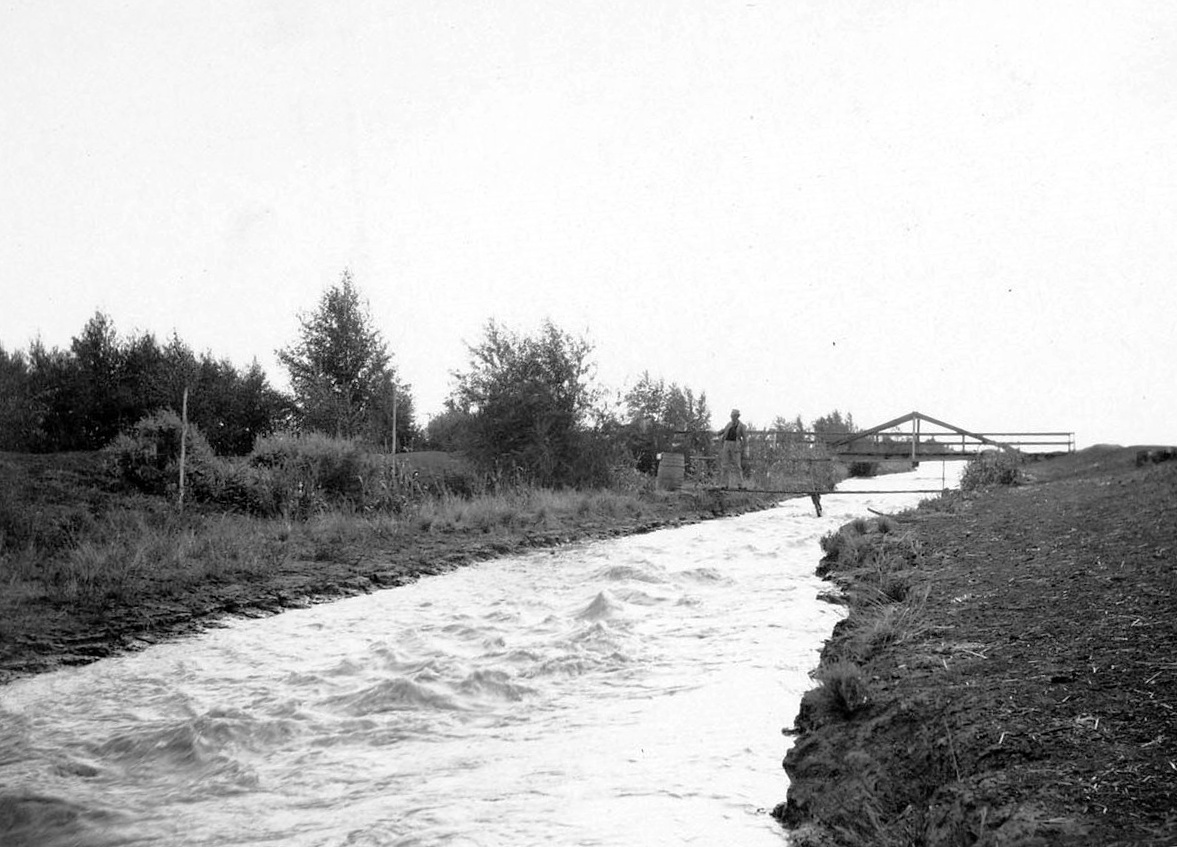
Канал Аламо

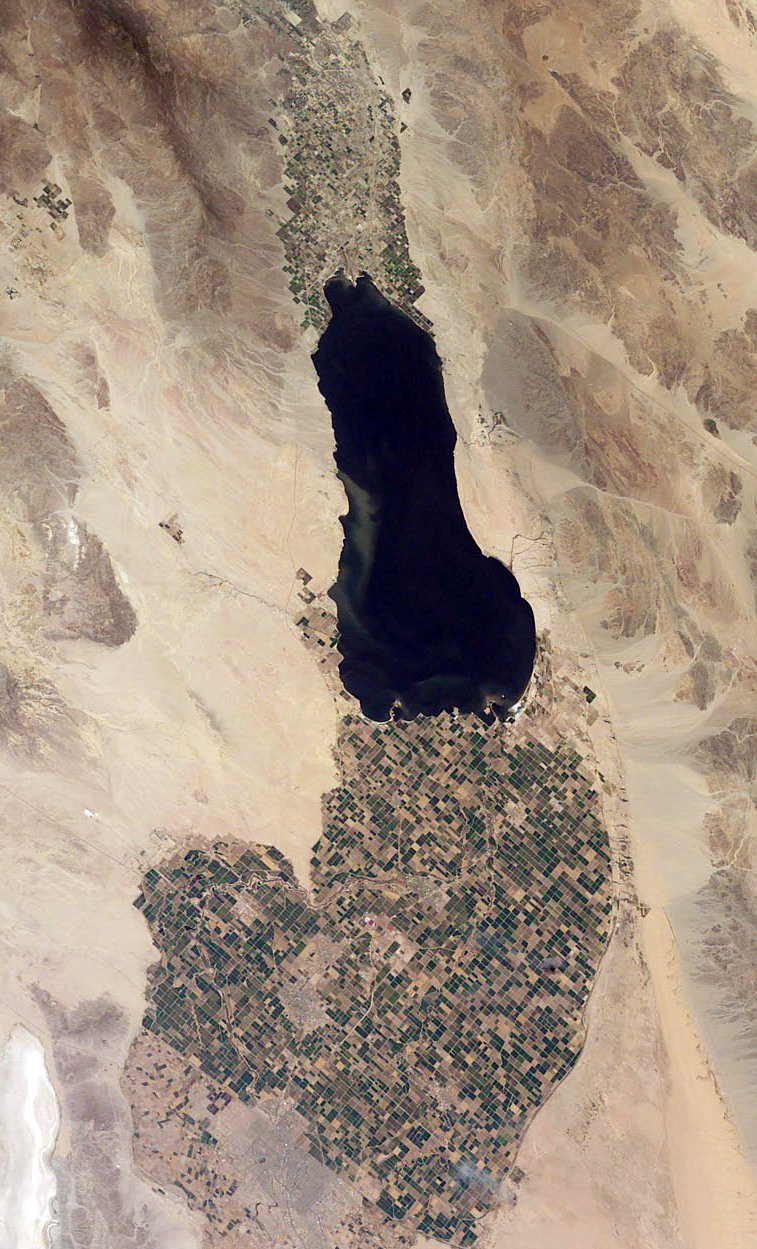
Солтон-Сі — озеро, яке утворилося внаслідок руйнування верхньої частини каналу Аламо в 1905 році. На фото видно поля родючої долини Імперіал, для зрошення яких сьогодні використовується Американський канал

Тим часом великомасштабне будівництво розгорнулося і на іншому кінці річки Колорадо. 1890 року підприємці з Каліфорнійської компанії розвитку прийшли до висновку, що долина Імперіал в південній Каліфорнії є чудовим місцем для розвитку сільського господарства за допомогою іригаційної системи, використовуючи при цьому воду з річки Колорадо. Інженер Джордж Каффа був найнятий для розробки каналу Аламо, який відводив води з річки Колорадо поблизу гори Пілот-Ноб, вигинався на південь і ніс воду в річку Аламо — сухе русло, яке раніше розвантажувалось у місцевість, відому як Солтон. Будівництво каналу і розвиток сільського господарства сприяли будівництву в долині Імперіал міст і збільшення там населення. Вже до 1903 року сільськогосподарські угіддя в долині Імперіал становили понад 40 000 га.
На початку 1905 року сильні повені зруйнували верхню частину каналу і вода почала неконтрольовано прориватися в долину Імперіал. 9 серпня в канал повернула вся річка Колорадо. Спроби припинити проходження води по каналу і побудувати на річці Колорадо греблю вище каналу були майже безуспішні. Минуло близько двох років і витрачено понад 3 млн $ перш ніж Southern Pacific Transportation Company, Каліфорнійська компанія розвитку і федеральний уряд зуміли повернути річку в своє русло. Проте, частина долини Імперіал була затоплена, утворивши величезне озеро Солтон-Сі, що існує й сьогодні. Після запобігання безпосередньої загрози повеней стало зрозуміло, що потрібне більш постійне рішення для контролю течії річки.
1922 року 6 американських штатів, територія яких розташована в басейні річки Колорадо, підписали угоду, яка формально розділяла басейн на верхню частину (вище Ліс-Феррі) і нижню (нижче Ліс-Феррі). Верхній басейн охоплює території штатів Колорадо, Нью-Мексико, Юти, Вайомінгу, а також невелику частину Аризони; нижній басейн охоплює більшу частину Аризони, Каліфорнії, Невади, частини Нью-Мексико і Юти. Кожен з двох басейнів дістав право на використання 9,3 км³ води на рік — значення, яке становило приблизно половину мінімальної витрати води в районі Ліс-Феррі. Пізніше, 1944 року, підписано договір з Мексикою, який давав цій країні право на використання 1,9 км³ води Колорадо на рік. Крім того, штат Аризона не підписував угод 1922 року аж до 1944 року, бо побоювався, що Каліфорнія буде використовувати занадто великий обсяг води в нижньому басейні для своїх потреб, залишивши лише малу частину для потреб Аризони. 2 цих і 9 інших угод і договорів, підписаних між 1922 і 1973 роками, склали те, що нині відоме як Закон річки (Law of the River).
30 вересня 1935 року Бюро меліорації США завершило будівництво греблі Гувера в каньйоні Блек на річці Колорадо. Вище греблі утворилося водосховище Мід — найбільше водосховище США, заповнення якого відбувалося протягом більше двох років. Будівництво греблі було важливим кроком до стабілізації нижньої течії річки. Вода з водосховища вище греблі активно забирається для зрошення полів, крім того, гребля забезпечує контроль потоку під час повеней. Під час будівництва гребля Гувера була найвищою греблею і найбільшою гідроелектростанцією у світі. Будівництво цієї греблі стало поштовхом до подальшого розвитку нижньої течії Колорадо: 1938 року завершено греблі Імперіал і Паркер, а 1950 року — греблю Девіс.

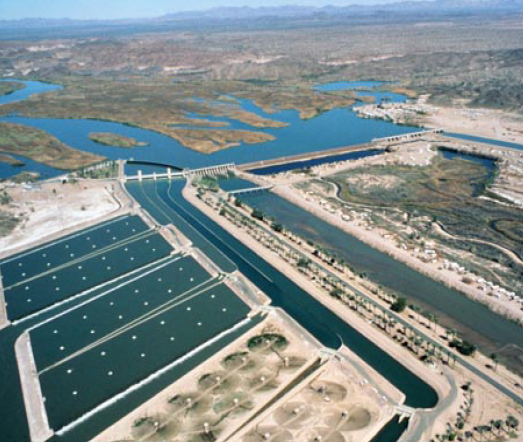
Гребля Імперіал за 30 км на північний схід від міста Юма

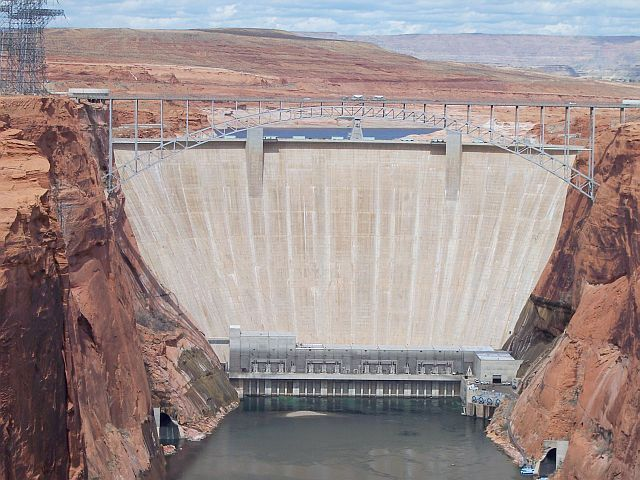
Гребля Глен-Каньйон на півночі штату Аризона (на передньому плані — міст Глен-Каньйон)

Гребля Імперіал, яка побудована за 30 км вище міста Юма, відводить майже всю воду Колорадо до двох іригаційних каналів. Один з них, Американський канал, побудований як постійна заміна свого нещасливого попередника, каналу Аламо. З витратою води 740 м³/с, Американський канал є найбільшим іригаційним каналом у світі, забезпечуючи водою 2000 км² території в долині Імперіал. 1957 року Бюро меліорації завершило будівництво другого каналу, Гіла-Гравіті, для зрошення території площею 450 км² на південному заході Аризони. Штати нижнього басейну Колорадо також прагнули забезпечити водою річки населення великих міст, які швидко розвивались. 1941 року завершено акведук річки Колорадо, що простягнувся приблизно на 400 км від греблі Паркер до агломерації Лос-Анджелеса. Відгалуження до Сан-Дієго завершено в 1947 році. Воно забезпечило водою близько 3 млн осіб, які проживають в місті і його передмістях. Штат Аризона на початку свого розвитку покладався на воду річки Гіла та її приток. У басейні річки були побудовані греблі Теодор Рузвельт і Кулідж, завершені відповідно в 1924 і 1928 роках. Проте, активний розвиток сільського господарства і будівництво міст в центральній частині штату вже не відповідало можливостям місцевих річок. Це призвело до реалізації в 1968 році проекту Сентрал-Аризона, завдяки якому сьогодні зрошуються близько 3400 км² території і забезпечуються водою понад 5 млн осіб від Фінікса до Тусона.
У перші десятиліття XX століття верхній басейн річки, за винятком хіба що території штату Колорадо, залишався досить нерозвиненим. Використовували лише мала частину того об'єму води, який був гарантований угодою 1922 року. Ситуація почала змінюватися від 1950 років, коли для міського коридору Фронт-Рендж, головним чином агломерації міста Солт-Лейк-Сіті, стало відводитися більше води. Інші проєкти включають Робертс-тунель 1956 року, який відводить близько 0,078 км³ води з річки Блу-Рівер для забезпечення міста Денвер. Проект Фраїнгпен-Арканзас забезпечував щорічне перекидання 0,0854 км³ води з річки Фраїнгпен у басейн річки Арканзас. Акт Конгресу 1956 року дав хід проекту Бюро меліорації, який призвів до подальшого будівництва гребель на річках Колорадо, Грін-Рівер, Ганнісон і Сан-Хуан
.

## Екологія і довкілля

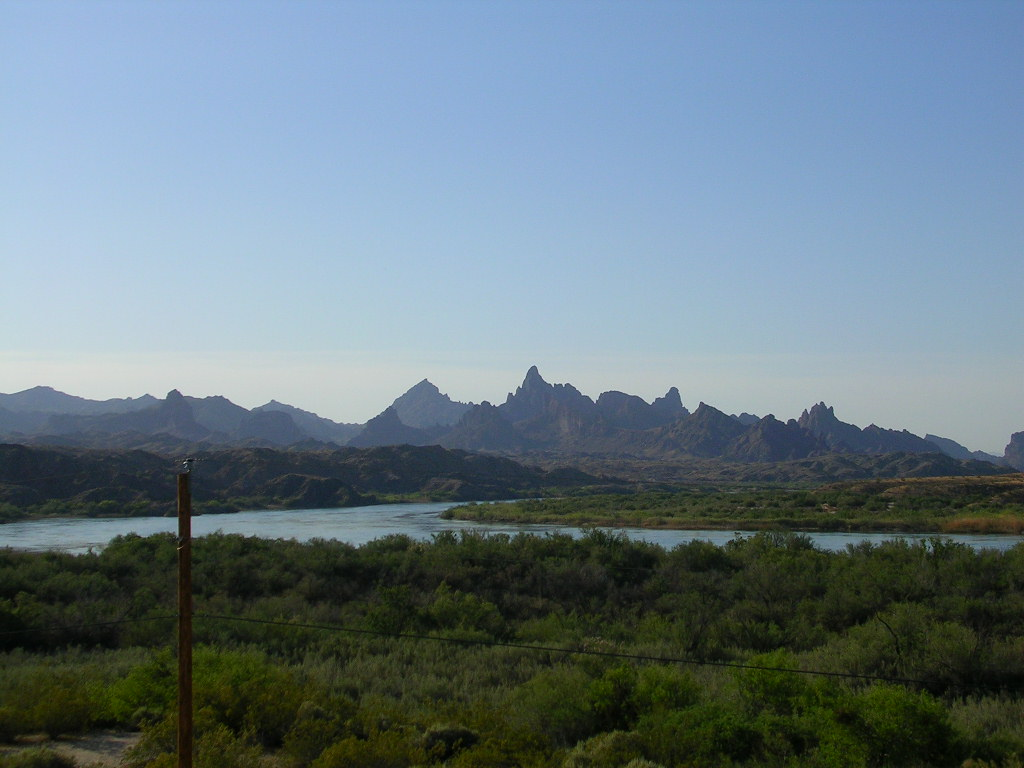
Лісисті береги річки Колорадо поблизу Топок, Аризона

Протікаючи через райони з аридним кліматом, річка Колорадо і її притоки часто живлять протяжні коридори тугайових лісів. Попри те, що тугаї займають досить незначну частину басейну і те, що вони сильно постраждали від інженерних змін річки, саме ці зони вирізняються найбільшою біологічною різноманітністю серед усіх місць проживання в басейні річки. Найбільші зони тугаїв наявні вздовж нижньої течії, нижче греблі Девіса, особливо в районі дельти річки, яка є домівкою для 358 видів птахів. Від скорочення витрат води в цій частині річки і скорочення розмірів дельти страждають багато рослин, наприклад тамариск, а також такі види тварин як ягуар і ендемічна для цих місць каліфорнійська морська свиня. Водночас, розвиток річки Колорадо і пов'язане з цим зменшення сезонних коливань витрат води допомогли створенню абсолютно нових зон тугайових лісів, особливо в районі Великого каньйону.
У басейні Колорадо мешкає понад 1600 видів рослин, починаючи від креозотового куща, карнегії та юкки гігантської в пустелях Сонора та Мохаве і закінчуючи лісами Скелястих гір та інших височин, представлених головним чином жовтою сосною, пухнастонасінною ялицею, псевдотсугою і ялиною Енгельмана. До початку вирубок XIX століття, великі ліси на великих висотах сягали до сучасного кордону Мексики і США, а потоки, що стікають з цих районів, живили великі трав'янисті рівнини в долинна річок. У таких посушливих регіонах, як верхів'я річки Грін-Рівер у Вайомінгу, національний парк Кальйонлендс у Юті і долина річки Сан-Педро в Аризоні ще в 1860-х роках були великі пасовища, де бродили такі великі ссавці, як буйволи і антилопи. Поблизу міста Тусон (Аризона) «де нині лише пустеля з сухого порошку, трава колись сягала висоти людини, що сидить на коні».
Річки і струмки басейну Колорадо раніше були домівкою для 49 видів риб, з яких 42 види були ендеміками. Інженерні проекти, що змінили течію річки, призвели до вимирання 4 видів і сильного скорочення популяцій 40 видів. 4 види риб (gila elegans, xyrauchen texanus, ptychocheilus lucius і gila cypha) перебувають під загрозою зникнення; всі вони унікальні для системи річки Колорадо і добре пристосовані до природних умов мулистих річок і до коливань рівня води. Чиста і холодна вода, яку випускають греблі, сильно змінила характеристики місць проживання цих та інших риб басейну річки Колорадо.

## Туризм

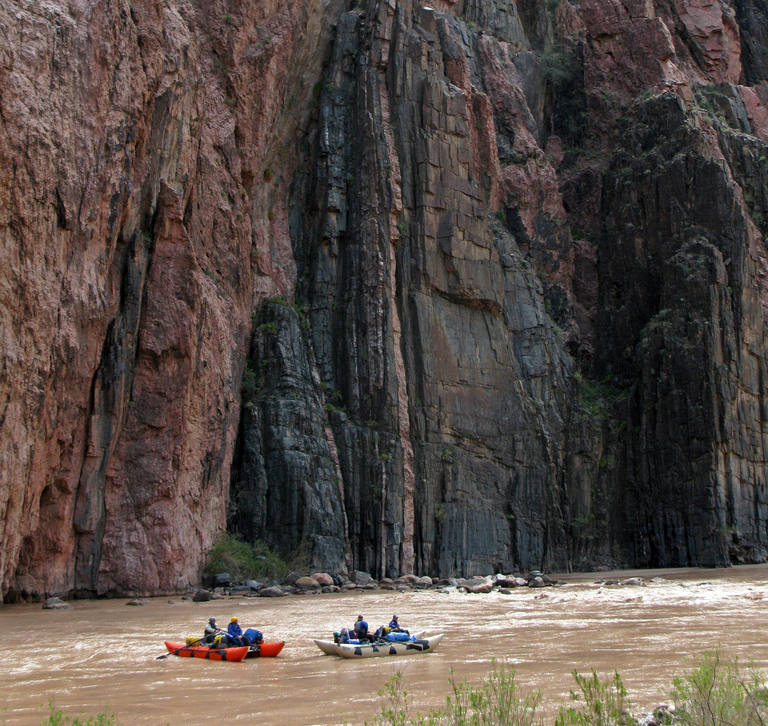
Сплав річкою Колорадо

Завдяки своїм порогам і каньйонам Колорадо є однією з найбільш привабливих бурхливих річок США. Ділянку річки, що проходить через Гранд-Каньйон, через який щорічно сплавляються понад 22 000 осіб, називають «дідусем рафтингу». Сплави через Гранд-Каньйон зазвичай починаються від Ліс-Феррі й тривають до Діаманд-Крік або водосховища Мід; їх тривалість становить від 1 до 18 днів (для комерційних сплавів) і від 2 до 25 днів (для приватних сплавів). Організовувати приватні сплави досить складно через те, що Служба національних парків обмежує проходження річкового транспорту з метою охорони навколишнього середовища. Люди, які планують такий сплав часто мають чекати довгий час, іноді навіть більш як 10 років, перш ніж їм випаде така можливість.
Популярними трасами для рафтингу є й деякі інші ділянки річки та її приток, в тому числі каньйон Катаракт і багато ділянок у верхів'ях Колорадо. Так, через невелику ділянку завдовжки близько 7 км вище містечка Радіум щорічно проходить більш ніж 60 000 сплавників. Верхів'я річки також містять безліч складних порогів, включаючи каньйон Гор, який вважається «не рекомендованим для проходження». Ділянка вище міста Моаб, відома як «Дейлі» є найпопулярнішою в Юті з більш ніж 77 000 сплавників за один лише 2011 рік. Каньйони Грей і Десолейшн на річці Грін-Рівер, а також менш складна ділянка «Гусенекс» на річці Сан-Хуан також популярні серед сплавників.
На території басейну річки Колорадо розташовані 11 національних парків США: Арки, Чорний Каньйон Ганнісона, Каньйон Брайс, Каньйонлендс, Капітол-Риф, Ґранд-Каньйон, Меса-Верде, Петріфайд-Форест, Рокі-Маунтін, Сагуаро і Зайон. Крім того, тут є безліч національних лісів, парків штатів і інших природоохоронних зон. У цих зонах запропоновані такі види відпочинку як пішохідний туризм, катання на лижах, рибальство та інші. Проте, на багатьох річках басейну рибальство сильно скорочує свої можливості через забруднених стоків гірничодобувною промисловістю й сільським господарством. Популярним місцем літнього відпочинку є також водосховища. Так, водосховище Павелл і зона відпочинку Каньйон Глен, що навколо нього, привертають більше 2 млн відвідувачів на рік, тоді як водосховище й зону відпочинку Мід за даними на 2008 рік відвідали близько 7,9 млн осіб.